# Tom Sneddon
Tom Sneddon (22. srpna 1912 Livingston – 11. prosince 1972 Chadwell Heath), často uváděný i jako Thomas Sneddon, byl skotský fotbalový obránce a fotbalový trenér.

## Fotbalová kariéra
Hrál ve Skotsku za Queen of the South FC a v letech 1937–1947 v Anglii za Rochdale AFC.

## Trenérská kariéra
Jako trenér vedl od jara 1947 Slovan Bratislava, v roce 1948 byl trenérem reprezentace Nizozemska a v letech 1954–1956 byl trenérem reprezentace Hongkongu.